# Trommelscanner

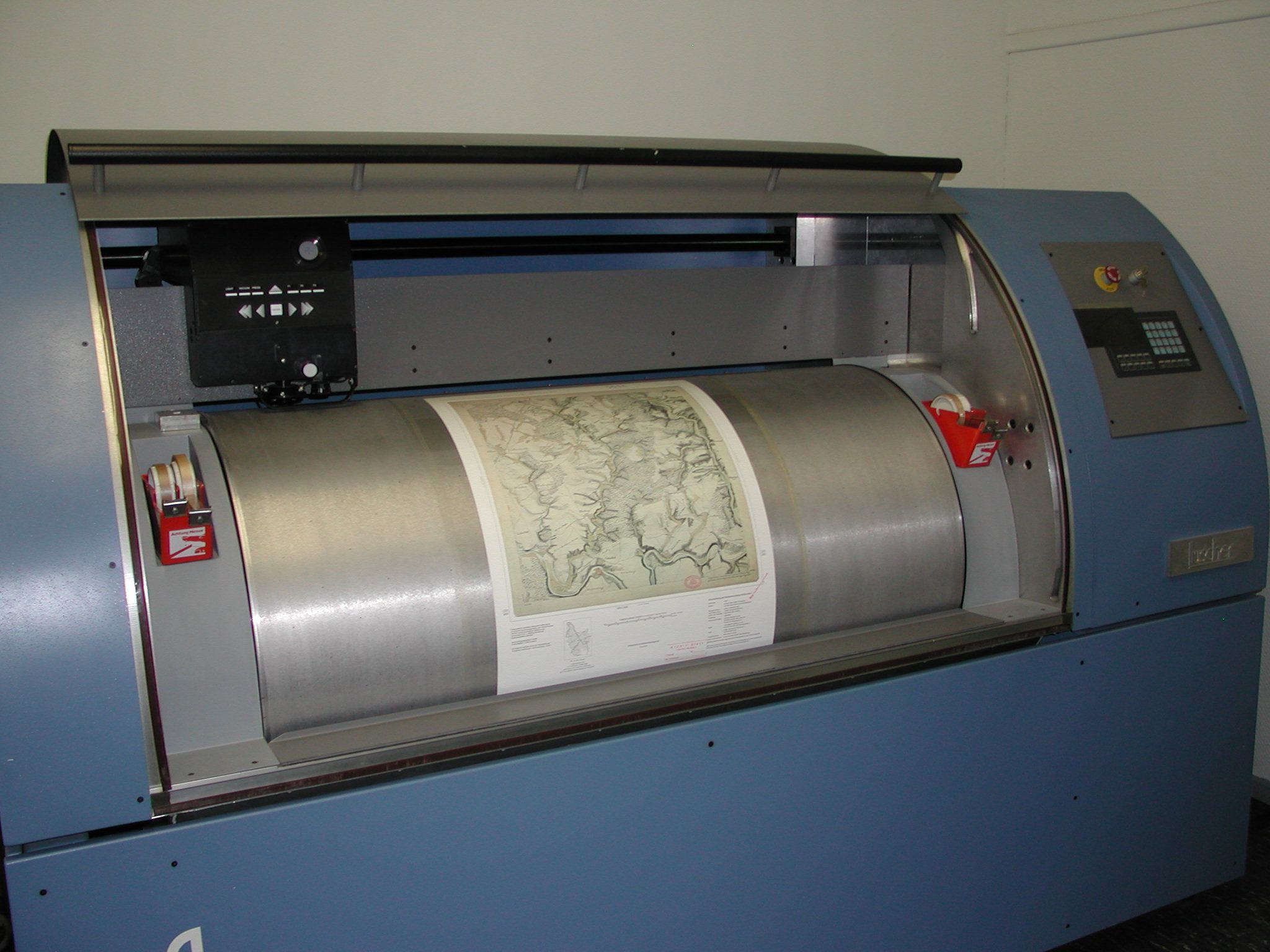
Trommelscanner

Ein Trommelscanner ist ein Bautyp eines Scanners, der zwischen 1958 und etwa 2000 in der Druckvorstufe eingesetzt wurde. Ein Farbscanner tastet farbige Vorlagen optisch-elektronisch ab und wandelt Farbwerte in elektrischen Strom um. Mit Hilfe von Korrektursystemen können diese Werte gezielt verändert, in Licht umgewandelt und auf fotografisches Material aufgezeichnet werden.

## Technik
Die elektronischen Bauelemente zur Bilderfassung sind Photomultiplier, dabei handelt es sich um Lichtsensoren, die bei einfallendem Licht einen elektrischen Strom erzeugen. Sie sind farbenblind, das heißt, es wird nur die Intensität der Farbe, jedoch nicht die Farbe selbst erfasst. Bei einem Photomultiplier wird das Signal verstärkt. Daher verfügt der Trommelscanner über einen größeren Dichteumfang als der Flachbettscanner und kann besonders bei dunklen und sehr hellen Stellen noch Farb- und Helligkeitsabstufungen wiedergeben. Je nach Bauart kann die Trommel horizontal, vertikal oder geneigt angeordnet sein.
Die Vorlagen können Aufsichtsvorlagen oder Diapositive sein, die auf einer gleichmäßig rotierenden Trommel (aus Acrylglas oder Metall), der sogenannten Abtastwalze, mit Klebeband befestigt werden. Bei Dias geschieht das mittels einer nicht flüchtigen Flüssigkeit wie Öl oder Gel. Die Vorlagen werden punktförmig be- oder durchleuchtet und rotieren unter einer parallel zur Rotationsachse bewegten Abtastoptik. Diese leitet das Licht über Farbfilter zu den Photomultipliern weiter. Die analogen Signale werden anschließend elektronisch digitalisiert. Häufig handelt es sich dabei um eine Steckkarte für den Rechner, die auch die SCSI-Verbindung zur Verfügung stellt.
Auf einer mit der Abtastwalze verbundenen zweiten Walze wird ein lichtempfindlicher Film befestigt, der das Schreibsignal empfängt. Das Schreibsignal des Farbrechners wird über den Maßstabsrechner zum Halbton- bzw. Rasterschreibkopf gelenkt. Eine spezielle Einrichtung ermöglicht die Aufrasterung der Farbauszüge. Die Rasterpunkte werden mit Hilfe eines Kontaktrasters oder von modulierten Laserstrahlen auf den zu belichtenden Film geschrieben. Der belichtete Film wird anschließend in einer Entwicklungsmaschine entwickelt und getrocknet.

## Heutige Situation
Trommelscanner werden mittlerweile kaum noch hergestellt, da Flachbett- und Filmscanner immer günstiger und gleichzeitig leistungsstärker werden. Einer der letzten großen Trommelscannerhersteller war die deutsche Firma Linotype-Hell, welche 1996 von der Heidelberger Druckmaschinen AG übernommen wurde. Ein besonders interessantes Modell und die letzte Baureihe war der Linotype-Hell Tango / Heidelberg Primescan, bei dem die Abtastwalze, im Gegensatz zur üblichen horizontalen Anordnung der Scannertrommel, vertikal eingesetzt wurde. Diese Geräte werden heutzutage unter aktuellen Betriebssystemen nur noch von SilverFast unterstützt. Existierende Geräte werden noch zum gleichzeitigen Einlesen von mehreren Vorlagen und im professionellen High-End-Bereich eingesetzt, d. h. wenn sehr hohe Auflösung oder Dichteerfassung erforderlich ist, da der Trommelscanner für hochqualitative Scans mit großer Detailwiedergabe nach wie vor unübertroffen ist.